# مسجد ارشاد
مسجد ارشاد مربوط به دوره قاجار است و در نجف‌آباد، محله کوچه شاه، خیابان امام خمینی، کوچه ارشاد واقع شده و این اثر در تاریخ ۲۳ شهریور ۱۳۸۲ با شمارهٔ ثبت ۱۰۲۰۷ به‌عنوان یکی از آثار ملی ایران به ثبت رسیده است.
طبقه دوم این بنا توسط سید مصطفی شریعتی ساخته شده که در سال ۱۳۹۷ تخریب شد